# 狂った太陽
『狂った太陽』（くるったたいよう）は、日本のロックバンドであるBUCK-TICKの6枚目のオリジナル・アルバム。
1991年2月21日にビクター音楽産業のInvitationレーベルよりリリースされた。前作『悪の華』（1990年）よりおよそ1年ぶりとなる作品であり、作詞は1曲を除き全曲で櫻井敦司が担当、作曲は今井寿および星野英彦が担当、BUCK-TICKによるセルフ・プロデュースとなっている。
レコーディングでは今井がギターシンセサイザー、星野が12弦ギターを使用するなど新たな試みが行われたほか、前作までは抑えていた今井の趣味であるテクノやエレクトロニックなどの要素を初めて取り入れた作品となった。歌詞においては前年に死去した櫻井の母を題材とした曲が収録され、本作以降ほぼすべての作詞を櫻井が担当するようになった。
先行シングルとして「スピード」がリリースされたほか、「M・A・D」および「JUPITER」がリカットとしてリリース、「JUPITER」は日本ビクターのCDラジオカセットレコーダー「CDioss」のコマーシャルソングとして使用され、櫻井がCMに出演した。
本作はオリコンチャートにて最高位2位となり、第33回日本レコード大賞において優秀アルバム賞を受賞した。

## 背景
前作『悪の華』（1990年）リリース後、BUCK-TICKは「悪の華 TOUR」と題したコンサートツアーを同年3月2日の大宮ソニックシティ公演から6月26日の群馬音楽センター公演まで、47都市全53公演を実施した。しかし、ツアー中である4月15日に櫻井敦司の母が死去したことが伝えられた。櫻井は今井による事件からの復帰とともに親孝行が出来ると思っていた矢先の出来事となり、母親の病状や余命について櫻井の兄は把握していたが、櫻井に対しては心配させたくないとの思いですべてが伏せられていた。櫻井は悔しいという思いを抱え、同ツアーのことは何も思い出せないと後に述べている。
同年7月21日には真駒内オープンスタジアムにて実施されたイベントライブ「HOKKAIDO ROCK CIRCUIT'90」に出演したほか、「A Midsummer Night's Dream」と題した初の野外単独公演を8月2日に西武球場、8月5日に大阪駅西コンテナヤードと2回実施。10月6日にはグリーンドーム前橋のこけら落とし公演となるイベントライブ「Great Double Booking」の初日に出演、10月7日には氷室京介が出演した。その後も「5 FOR JAPANESE BABIES」と題したコンサートツアーが12月8日の名古屋市総合体育館 レインボーホール公演から12月29日の新潟市産業振興センター 展示ホール公演まで7都市全8公演行われた。結果として同年にBUCK-TICKは合計65本の公演を行っており、ライブ活動を精力的に行った一年となった。

## 録音、制作
本作は1990年9月20日から11月13日に掛けて、ビクター青山スタジオにてレコーディングが行われた。本作では当初10日間の予定であった今井寿のギター・ダビングに25日間を要しており、さらに10月6日のライブ「Great Double Booking」のリハーサルも同時進行で行われたため締め切り直前でやっと完成に至ったという。さらに10曲分レコーディングが終了した後に今井が「スピード」「M・A・D」を含む新曲4曲を持ち込んだために、レコーディングと同時進行で4曲分のリハーサルも必要となったために2個から3個のスタジオを占拠した状態で、時間に追われながらの作業であったと樋口豊は述べている。ヤガミトールは4曲は無理だと訴えて、2曲はボツにしたと述べている。また、楽曲制作において今井は最初に「Brain,Whisper,Head,Hate is noise」から手を付けたと述べており、1曲目から制作が難航したために後に時間に追われることになったと述べている。
櫻井は本作において様々な歌唱法を試しており、前作では歌録りが終えたあとはどのような処理をされても構わないという考え方であったが、本作では数回歌唱した後に歌ごとのキャラクターを捉えて、エフェクターはあくまでアクセントに過ぎないという考え方で自身のボーカルのみでの表現にこだわったと述べている。また櫻井は「自分を表現することがバンドのスタイルに直結していく」ことが初めてまとめられたのが本作であると述べている。本作ではレコーディング・エンジニアとして初めて比留間整が参加しているが、後に至るまでBUCK-TICKの作品に携わり続けることになり櫻井は「大きな出会いだった」と後に述べている。
今井は「同じことはやりたくないって気持ちがいちばん強い」と常に考えており、また「メロディアスと不協和音」というテーマも常に持っていると述べている。当時の今井は様々なミュージシャンの音源を聴き、クラシック音楽も含めて変拍子の解釈を理解できるようになるまで調査を行い、それを作品に反映させようとしていたと述べている。本作では自動車1台分程の金額となるスタジオに設置された高額なエフェクターを借用したために、自らのイメージと完成品との間にほとんどギャップを感じることはなかったと述べている。また多種多様な音色を入れすぎたためにトラックダウンの際にスタッフが苦労したとも述べている。今井は本作を「初めて自分が望むサウンド全部を表現できた」と後に述べており、初めて本格的な機材を揃えてデモテープを制作してみたところ、以前の手法よりも自身が考えているサウンドを他人に伝えやすいことに気づき、全体のアレンジをより深く考えるようになったという。本作以前まではレコーディングをよく理解しておらず、レコーディング作業が好きではなかったことを後に告白している。その他、それまでは自身の趣味であるテクノやエレクトロニックな要素は極力出さないように気を使っていた今井であったが、比留間との話し合いの中で可能であると悟り、また櫻井から「今井の思う通りにどんどんやっちゃっていいよ」と託されたことなどが重なり本作においてそのようなジャンルの音も積極的に取り入れることとなった。

## 音楽性と歌詞
櫻井は本作の歌詞において、自身の弱さをさらけ出すことで内に秘める情熱を表現したかったと述べたほか、それ以前は着飾った言葉を使用することで他者より優位に立てると思っていたが、その手法に疑問を感じて人の目を気にせず自らが持っている言葉だけで表現することを決定し、それによって「興奮とか刺激を自分自身にけしかけてみたかった」と述べている。それ以外にもなるべく英語を使用せず日本語にこだわったとも述べており、「スピード」の歌詞中にある「女の子 男の子」という歌詞が郷ひろみを彷彿させるとインタビュアーから問われた櫻井は、「蝶になれ 花になれ」という部分を引用し山本リンダであると自ら述べている。収録曲の「JUPITER」および「さくら」は前年に死去した櫻井の母の死を題材とした曲であり、レコーディング前の時期に櫻井は酔った状態で実家に電話し、母の死去を忘れていたために母が電話に出ないことで一瞬戸惑ってしまうようなことも度々あったと述べている。当初櫻井は私的な内容を歌詞にすることにためらいがあったが、時が過ぎて忘れてしまうことを嫌悪した結果、今井および星野が作曲した前述の2曲を使用して作品として残しておきたかったとも述べている。櫻井は母が「偉大な存在だった」として母親のメタファーとして「太陽」という言葉を使用し、また全体の歌詞に関しては村上龍の小説『コインロッカー・ベイビーズ』（1980年）のようであると述べている。今井は本作における櫻井の歌詞に関して、「ガラッと変わったって感じ。すごい生々しい感触があった」と述べている。
本作では星野英彦が作曲した曲が4曲目から6曲目まで3曲連続で収録されており、この曲順は今井が決定した。星野の制作曲はバラードからロックンロール、タンゴやワルツなどバラエティに富んでおり、3曲ともメロディではなくリズム先行で制作されたと述べている。今井は本作収録曲すべてがイメージ通りに制作出来たと述べたほか、自身のギタープレイにも不満はなく、完成から時間を置いてもほとんど未練がない状態であったと述べている。書籍『BUCK-TICK ~since 1985-2011~ 史上最強のROCK BAND』では、「ジーザス・ジョーンズばりの打ち込みを導入したそのスリリングな音作りは、彼らの新たな可能性の扉を大きく開けて見せた」と記されている。

## リリース
1991年2月21日にビクター音楽産業のInvitationレーベルからCD、CTの2形態でリリースされた。CDの初回限定盤はフィルムに印刷されたメンバー一人一人の写真を重ね合わせて一枚の絵となる特殊仕様ジャケットとなっていた。
2002年9月19日には、ビクターエンタテインメントのHAPPY HOUSEレーベルから比留間整監修によるデジタルリマスター版がリリースされ、初回限定盤にはジャケットサイズのオリジナルステッカーが付属されたほか、ボーナス・トラックとして「ナルシス」および「ANGELIC CONVERSATION (single version)」の2曲が追加収録された。
2007年9月5日には生産限定品として、ビクター所属時代のアルバム全12作品のデジタルリマスター版が紙ジャケット仕様でリリースされた。同版には携帯サイズのロゴステッカー・シートが封入されたほか、全タイトルを一括購入すると先着で全タイトル収納ケースがプレゼントされるキャンペーンが行われた。

## アートワーク
本作のアートワークはグラフィックデザイナーのサカグチケンが手掛けている。当時はまだ使用するデザイナーが極僅かしかいない状態であったMacintoshを初めて使用している。本作のジャケットは写真を使用してイラストレーションのようなニュアンスで加工したとサカグチは述べているが、当時は容量が少なかったために写真をデータ化して取り込むだけでも膨大な時間を要する状態であった。本作ではアナログ盤ではなく当初よりCD用として特殊なパッケージを想定して制作が開始されており、フィルムを6枚使用してメンバー一人一人の写真計5枚と「×」というデザインの1枚を透明なケースに封入するというアイデアをサカグチが提出したところスタッフ側から了承を得ることとなった。

## ツアー
本作を受けたコンサートツアーは、「狂った太陽 TOUR」と題して1991年3月6日のグリーンホール相模大野公演から6月29日の群馬音楽センター公演まで、38都市全49公演が行われた。同年11月27日および12月9日、12月11日には渋谷CLUB QUATTRO、名古屋CLUB QUATTRO、心斎橋CLUB QUATTROにて「CLUB QUATTRO BUCK-TICK」と題したライブを実施した。

## 批評
| 専門評論家によるレビュー    | 専門評論家によるレビュー |
| レビュー・スコア            | レビュー・スコア         |
| 出典                        | 評価                     |
| --------------------------- | ------------------------ |
| CDジャーナル                | 肯定的                   |
| BUCK-TICK ~since 1985-2011~ | 肯定的                   |
| B-T DATA                    | 肯定的                   |

音楽情報サイト『CDジャーナル』では、前作が「プラスチックな耽美」であったと指摘した上で、本作は「ソリッドなギターバンドとしてよくまとまってきたなという印象」と述べた上でその作風を徹底させるべきであると肯定的に評価したほか、「ロック色の濃いアルバムで、デジタルでインダストリアルな要素も次第に強く押し出すようになってきた」とも述べている。書籍『BUCK-TICK ~since 1985-2011~ 史上最強のROCK BAND』では、電子音楽を取り入れ音楽性を幅広く拡大させた作品であると主張し、前作までは粗削りであったと指摘した上で「本作を境にその完成度が段違いに向上している」と称賛したほか、歌詞について前作までの退廃路線に加えてサイバーパンクの要素が加わったほかに人間の内面を描く精神描写の比率が増加していることを指摘した。書籍『B-T DATA BUCK-TICK 25th Anniversary Edition』では、前作と比較した上で「カラフルなサウンドで、派手な音作りやダンサブルなビートを取り入れ、ダイナミックな世界を展開」と記されており、サウンドの向上とともに櫻井のボーカルもより濃厚な歌い方へとへと変化し曲ごとに様々なスタイルを見せているとした上で「完成度の高いアルバム」と称賛した。

## チャート成績と受賞
本作はオリコンチャートにて最高位2位を獲得、登場回数は9回で売り上げ枚数は32.7万枚となった。また、第33回日本レコード大賞において優秀アルバム賞を受賞した。
本作の売り上げ枚数はBUCK-TICKのアルバム売上ランキングにおいて3位となっている。また、2022年に実施されたねとらぼ調査隊によるBUCK-TICKのアルバム人気ランキングでは1位を獲得した。

## 収録曲

### 一覧
全作詞: 櫻井敦司（特記除く）、全編曲: BUCK-TICK、ストリングス・アレンジ: 徳光英和。
| #         | タイトル                 | 作詞      | 作曲     | 時間 |
| --------- | ------------------------ | --------- | -------- | ---- |
| 1.        | 「スピード」             |           | 今井寿   | 4:48 |
| 2.        | 「MACHINE」              |           | 今井寿   | 4:15 |
| 3.        | 「MY FUNNY VALENTINE」   |           | 今井寿   | 4:38 |
| 4.        | 「変身[REBORN]」         |           | 星野英彦 | 4:16 |
| 5.        | 「エンジェルフィッシュ」 |           | 星野英彦 | 4:28 |
| 6.        | 「JUPITER」              |           | 星野英彦 | 4:40 |
| 合計時間: | 合計時間:                | 合計時間: | 27:05    |      |

| #         | タイトル                                           | 作詞      | 作曲   | 時間 |
| --------- | -------------------------------------------------- | --------- | ------ | ---- |
| 7.        | 「さくら」                                         |           | 今井寿 | 6:14 |
| 8.        | 「Brain,Whisper,Head,Hate is noise」(作詞: 今井寿) |           | 今井寿 | 5:53 |
| 9.        | 「MAD」                                            |           | 今井寿 | 4:36 |
| 10.       | 「地下室のメロディー」                             |           | 今井寿 | 4:04 |
| 11.       | 「太陽ニ殺サレタ」                                 |           | 今井寿 | 6:07 |
| 合計時間: | 合計時間:                                          | 合計時間: | 26:54  |      |

| #         | タイトル                                                | 作詞      | 作曲     | 時間 |
| --------- | ------------------------------------------------------- | --------- | -------- | ---- |
| 1.        | 「スピード」                                            |           | 今井寿   | 4:47 |
| 2.        | 「MACHINE」                                             |           | 今井寿   | 4:15 |
| 3.        | 「MY FUNNY VALENTINE」                                  |           | 今井寿   | 4:39 |
| 4.        | 「変身[REBORN]」                                        |           | 星野英彦 | 4:16 |
| 5.        | 「エンジェルフィッシュ」                                |           | 星野英彦 | 4:28 |
| 6.        | 「JUPITER」                                             |           | 星野英彦 | 4:39 |
| 7.        | 「さくら」                                              |           | 今井寿   | 6:15 |
| 8.        | 「Brain,Whisper,Head,Hate is noise」(作詞: 今井寿)      |           | 今井寿   | 5:52 |
| 9.        | 「MAD」                                                 |           | 今井寿   | 4:36 |
| 10.       | 「地下室のメロディー」                                  |           | 今井寿   | 4:05 |
| 11.       | 「太陽ニ殺サレタ」                                      |           | 今井寿   | 6:15 |
| 12.       | 「ナルシス」                                            |           | 星野英彦 | 4:12 |
| 13.       | 「ANGELIC CONVERSATION (single version)」(作詞: 今井寿) |           | 今井寿   | 5:35 |
| 合計時間: | 合計時間:                                               | 合計時間: | 63:54    |      |

### 曲解説
1. 「スピード」
3枚目のシングル曲。シングル版とは若干ミックスが異なり、シングル版にあったイントロの効果音が削除されている。詳細は「スピード」を参照。
2. 「MACHINE」
本作で最後に歌入れが行われた曲であり、締め切り間際のギリギリのタイミングで完成した[8]。すべてのミックスが終了した後に本曲の歌入れのみが残された状況の中で、12時頃まで就寝せず作業していた櫻井はその後就寝したが、起床時には歌入れのために約束していた3時を過ぎており、急いでスタジオ入りして歌入れを終えた櫻井は再び就寝、寝ている間に曲が完成しており「まるで夢のようだった」と述べている[8]。寝起きで歌入れが行われたために、櫻井は「あれはローヴォイスじゃなかったら絶対に声が出なかっただろうなあ」と述べている[8]。
トリビュート・アルバム『PARADE II 〜RESPECTIVE TRACKS OF BUCK-TICK〜』（2012年）において、氣志團によるカバーが収録された[27][28]。
3. 「MY FUNNY VALENTINE」
4. 「変身[REBORN]」
当初は「REASON」という仮タイトルがついていた。星野は「ベースのリフレイン」を念頭に、4枚目のアルバム『TABOO』（1989年）収録曲の「ICONOCLASM」をイメージしてメロディを付加した上にトレモロアームを実験的に使用して制作した[16]。
5. 「エンジェルフィッシュ」
タンゴやワルツの要素を取り入れた曲[16]。ドラムパターンから制作が始まり、8チャンネルレコーダーでリズムを決定してからメロディが制作された[16]。
6. 「JUPITER」
5枚目のシングル曲。シングル版とはコーラス部分などが若干異なる。詳細は「JUPITER」を参照。
7. 「さくら」
シングル「JUPITER」にもカップリング曲として収録された。歌詞は本作リリースの前年に亡くなった、櫻井の母親への思いを綴ったものである。
8. 「Brain,Whisper,Head,Hate is noise」
本曲は櫻井の中でイメージが湧かなかったため、今井が頭の中の世界をイメージして作詞した[29]。インタビュアーからは映画『2001年宇宙の旅』（1968年）や『トータル・リコール』（1990年）を彷彿させると指摘されている[29]。
9. 「MAD」
4枚目のシングル曲。本作収録版はシングル版とイントロやアウトロが異なっている。詳細は「M・A・D」を参照。
10. 「地下室のメロディー」
歌詞が全てカナ表記となっている。タイトルは同名のフランス映画『地下室のメロディー』（1963年）から拝借されている。アウトロで挿入されるノイズ音は、今井が自身所有の小さいキーボードで遊んでいた際に発見した音であり本曲に挿入しようと検討していたが、結局はテレビの本物のノイズ音を入れることとなった[29]。
11. 「太陽ニ殺サレタ」
イントロの鐘の音は、今井が使い始めたばかりのギターシンセサイザーで奏でている。本曲の完成後、櫻井は「もうこれで思い残すことはない、もう歌うことを辞めてもいい」とまで考えたが、結果としてバンドを辞めることは出来なかった[30]。

## スタッフ・クレジット

### BUCK-TICK
- Atsushi - ボーカル
- Hisashi - ギター
- Hide - ギター
- U-ta - ベース
- Toll - ドラムス

### 参加ミュージシャン
- 中山努 - キーボード
- 早川岳晴 - エレクトリック・チェロ

### スタッフ
- BUCK-TICK - プロデューサー
- 田中淳一 - ディレクター
- 関口明 - A・D
- 比留間整（サウンドスカイスタジオ） - メイン・エンジニア
- 新銅康晃（マグネットスタジオ） - 追加エンジニア
- 近藤信（ビクタースタジオ） - 追加エンジニア
- 内藤重利（ビクタースタジオ） - アシスタント・エンジニア
- 青沼隆志（ビクタースタジオ） - アシスタント・エンジニア
- 長谷川文雄（サウンドスカイスタジオ） - アシスタント・エンジニア
- 藤島浩人（サウンドスカイスタジオ） - アシスタント・エンジニア
- SHAKING HANDS INC. - アーティスト・マネージメント
- 枡岡慶彦 - アーティスト・マネージメント
- 下川ハジメ - アーティスト・マネージメント
- 浅見繁男 - ロード・クルー
- 小嶋人志 - ロード・クルー
- 山根啓司 - ギターサウンド・オペレーター
- 杉本幸彦 - ドラム・チューナー
- 石田東（ビクター） - アート・コーディネーター
- サカグチケン - アート・ディレクション
- サカグチケンファクトリー - デザイン・アンドロイド
- 植田敦 - 写真撮影
- 渡辺さゆり - スタイリスト
- 谷崎隆幸 - ヘアーメイク
- 豊島直己（ビクターインビテーション） - プロモーター
- 高木修 (SHAKING HANDS INC.) - エグゼクティブ・プロデューサー
- おぎわらてるえ - スペシャル・サンクス
- 藤兼友子 - スペシャル・サンクス
- アーストンボラージュ - スペシャル・サンクス
- クレイジーキャット - スペシャル・サンクス
- 八木智晴 - スペシャル・サンクス
- フェルナンデス - スペシャル・サンクス
- グレコ - スペシャル・サンクス
- パール楽器製造 - スペシャル・サンクス
- BOW'S GUITAR GALLERY - スペシャル・サンクス
- レオミュージック - スペシャル・サンクス
- エレクトロ・ハーモニックス - スペシャル・サンクス
- MR.OKUNO - スペシャル・サンクス

## リリース履歴
| No. | 日付          | レーベル                                | 規格  | 規格品番                                  | 最高順位 | 備考                                                                                               |
| --- | ------------- | --------------------------------------- | ----- | ----------------------------------------- | -------- | -------------------------------------------------------------------------------------------------- |
| 1   | 1991年2月21日 | ビクター音楽産業／Invitation            | CD CT | VICL-115 (CD) VITL-60 (CT)                | 2位      | 初回盤特殊ジャケット                                                                               |
| 2   | 2002年9月19日 | ビクターエンタテインメント／HAPPY HOUSE | CD    | VICL-60986（初回盤） VICL-60966（通常盤） | -        | デジタルリマスター盤（監修：比留間整） 初回盤のみボーナストラック2曲収録、オリジナルステッカー封入 |
| 3   | 2007年9月5日  | ビクターエンタテインメント／Invitation  | CD    | VICL-62546                                | -        | デジタルリマスター盤、透明ブックケース収納                                                         |